# Сарвабхаума Бхаттачарья
Сарвабха́ума Бхаттача́рья (IAST: Sārvabhauma Bhaṭṭācārya) — индийский учёный-ведантист и кришнаитский святой, живший в конце XV — первой половине XVI века в Ориссе. Был личным советником раджи Пури Пратапарудры. Стал последователем Чайтаньи вскоре после прибытия последнего в Пури. Способствовал интеграции Чайтаньи и его последователей в религиозную жизнь этого священного города. Сарвабхаума Бхаттачарья также организовал встречу Чайтаньи с Раманандой Райем, в ходе которой Чайтанья явил себя как совместное воплощение Радхи и Кришны. Перу Сарвабхаумы принадлежат «Чайтанья-аштака-стотра» и «Чайтанья-сахасранама» — небольшие по объёму санскритские поэмы, прославляющие Чайтанью.